# Hemiechinus
Genre
Hemiechinus est un genre de hérissons de la famille Erinaceidae. Il comprend plusieurs espèces appelés « hérissons oreillards », facilement reconnaissables à leurs pavillons auditifs plus développés que chez le hérisson commun. Ils sont appelés aussi pour cette raison hérissons à longues oreilles ou encore hérissons à grandes oreilles.
Il ne faut pas confondre ces espèces avec le Hérisson oreillard d'Éthiopie (Paraechinus aethiopicus), classé par la suite dans un genre distinct.

## Liste d'espèces
Selon ITIS et MSW :
- Hemiechinus auritus (Gmelin, 1770) - « Hérisson oreillard »[1].
- Hemiechinus collaris (Gray, 1830)

Ce taxon a évolué. Ne sont plus classées dans ce genre, mais dans le genre voisin Paraechinus, les espèces suivantes :
- Hemiechinus aethiopicus (Ehrenberg, 1832) - Syn. valide : Paraechinus aethiopicus
- Hemiechinus hypomelas (Brandt, 1836) - Syn. valide : Paraechinus hypomelas
- Hemiechinus micropus (Blyth, 1846) - Syn. valide : Paraechinus micropus
- Hemiechinus nudiventris (Horsfield, 1851) - Syn. valide : Paraechinus nudiventris